# Король Дмитро Васильович
Дмитро Васильович Коро́ль (нар. 14 червня 1988, Кременчук) — український майстер витинанок; член Національної спілки майстрів народного мистецтва України з 2013 року та Національної спілки художників України з 2013 року. Лауреат Полтавської обласної премії імені Панаса Мирного за 2017 рік.

## Біографія
Народився 14 червня 1988 року у місті Кременчуці Полтавської області (нині Україна). Закінчив Кременчуцьку дитячу художню школу; у 2009 році — Миргородський державний керамічний технікум імені Миколи Гоголя, де його викладачами були Сергій Мисак, О. Шолуха. Там же у 2008 році ознайомився із технікою витинанки у Наталії Беркути. Протягом 2009—2015 років заочно навчався у Полтавському національному педагогічному університеті імені Володимира Короленка. Працює вчителем. 

## Творчість
Професійно у техніці витинанки працює з 2010 року. Створює одноколірні і багатоколірні роботи на теми українських свят та звичаїв, української культури та історії; використовує рослинні, тваринні та геометричні мотиви. Серед робіт:
- «Кобзар» (2010);
- «Запорозька Січ» (2010);
- «Пташина родина» (2011);
- «Соняхи» (2011);
- «Казкове село» (2011);
- «Вазон з квітами» (2011)[1];
- «Козак» (2012);
- «Село» (2012);
- «Янгол» (2012);
- «Дерево життя» (2012);
- «Два коропи» (2012);
- «Великдень» (2012);
- «Автопортрет» (2012);
- «Еней» (2013);
- «Райські птахи» (2013);
- «Квітковий орнамент» (2013);
- «Декоративні квіти» (2013);
- «Козак Мамай» (2016)[1].

Бере участь в обласних та всеукраїнських мистецьких виставках з 2008 року. Персональні виставки відбулися у Миргороді у 2008–2009, 2011–2012 роках, Кременчуці у 2011–2013 роках, Полтаві у 2011, 2013 роках.